# 松平直静
松平 直静（まつだいら なおやす）は、江戸時代後期の大名。越後国糸魚川藩代8代（最後）の藩主。のち子爵。

## 生涯
弘化5年（1848年）1月19日、播磨国明石藩主・松平斉韶の七男として誕生した。安政5年（1858年）10月26日、越後糸魚川藩主だった松平直廉（松平茂昭）が本家の越前国福井藩を継ぐこととなったため、既に隠居していた第6代藩主・松平直春（直廉の父）の婿養子として糸魚川藩に迎えられて、跡を継ぐこととなった。
しかし若年のため、藩政は直春によって行われ、直静にはあまり表立った行動はなかった。文久2年（1862年）12月に叙任され、明治元年（1868年）に糸魚川藩を清崎藩と改称している。明治2年（1869年）6月24日、版籍奉還により清崎藩知事となり、明治4年（1871年）7月の廃藩置県で廃藩となり、9月に東京へ移った。大正2年（1913年）12月13日に死去した。享年66。

## 家族
父母
- 松平斉韶（実父）
- 桜井氏 ー 側室（実母）
- 松平直春（養父）

妻
- 松平釣 ー 松平直春の娘（正妻）
- 佐竹安屋 ー 佐竹義理の養女、松平直春の娘（継妻）

子女
- 松平直幹（長男）
- 松平静徳
- 実之助
- 松平晴子 ー 柴田守正夫人

養女
- 恪 ー 阿部正義夫人、阿部正寧の娘

| 日本の爵位 | 日本の爵位                              | 日本の爵位    |
| ---------- | --------------------------------------- | ------------- |
| 先代 叙爵  | 子爵 （清崎）松平家初代 1884年 - 1913年 | 次代 松平直幹 |